# Christine Majerus
Christine Majerus (Luxemburgo, 25 de febrero de 1987) es una ciclista profesional luxemburguesa.
Debutó como profesional en 2008 tras destacar en los Campeonatos de Luxemburgo en 2007 (3.ª en ciclocrós y en ruta y ganadora en contrarreloj); desde ese 2007 se ha convertido en la mejor ciclista de Luxemburgo no saliendo del pódium de los Campeonatos nacionales en ninguna de las ediciones que ha disputado y ganando desde 2010 todos los campeonatos de Luxemburgo de ciclocrós y carretera (contrarreloj y en ruta). Debido a ello logró plaza para participar en la prueba en ruta de los Juegos Olímpicos de Londres 2012 donde acabó 21.ª. Su única victoria a nivel internacional profesional ha sido el Sparkassen Giro 2013.

## Palmarés
| 2007 (como amateur) - 3.ª en el Campeonato de Luxemburgo de Ciclocrós - Campeonato de Luxemburgo Contrarreloj - 3.ª en el Campeonato de Luxemburgo en Ruta 2008 - 3.ª en el Campeonato de Luxemburgo de Ciclocrós - Campeonato de Luxemburgo Contrarreloj - 2.ª en el Campeonato de Luxemburgo en Ruta 2009 - 2.ª en el Campeonato de Luxemburgo de Ciclocrós - Campeonato de Luxemburgo Contrarreloj - 2.ª en el Campeonato de Luxemburgo en Ruta 2010 - Campeonato de Luxemburgo de Ciclocrós - Campeonato de Luxemburgo Contrarreloj - Campeonato de Luxemburgo en Ruta 2011 - Campeonato de Luxemburgo de Ciclocrós - Therme Kasseienomloop - Campeonato de Luxemburgo Contrarreloj - Campeonato de Luxemburgo en Ruta 2012 - Campeonato de Luxemburgo de Ciclocrós - Campeonato de Luxemburgo Contrarreloj - Campeonato de Luxemburgo en Ruta 2013 - Campeonato de Luxemburgo de Ciclocrós - Campeonato de Luxemburgo Contrarreloj - Campeonato de Luxemburgo en Ruta - Sparkassen Giro 2014 - Campeonato de Luxemburgo de Ciclocrós - Campeonato de Luxemburgo Contrarreloj - Campeonato de Luxemburgo en Ruta 2015 - Campeonato de Luxemburgo de Ciclocrós - 1 etapa del The Friends Life Women's Tour - Campeonato de Luxemburgo Contrarreloj - Campeonato de Luxemburgo en Ruta | 2016 - Campeonato de Luxemburgo de Ciclocrós - La Classique Morbihan - 1 etapa del The Women's Tour - Campeonato de Luxemburgo Contrarreloj - Dwars door de Westhoek 2017 - Festival Elsy Jacobs, más 1 etapa - Campeonato de Luxemburgo Contrarreloj - Campeonato de Luxemburgo en Ruta 2018 - 1 etapa del Festival Elsy Jacobs - Campeonato de Luxemburgo Contrarreloj - Campeonato de Luxemburgo en Ruta 2019 - La Classique Morbihan - Campeonato de Luxemburgo Contrarreloj - Campeonato de Luxemburgo en Ruta - Boels Ladies Tour - Gran Premio de Isbergues 2020 - Campeonato de Luxemburgo Contrarreloj - Campeonato de Luxemburgo en Ruta 2021 - Omloop van de Westhoek - Campeonato de Luxemburgo Contrarreloj - Campeonato de Luxemburgo en Ruta 2022 - Drentse Acht van Westerveld - Campeonato de Luxemburgo Contrarreloj - Campeonato de Luxemburgo en Ruta 2023 - 2.ª en el Campeonato de Luxemburgo Contrarreloj - Campeonato de Luxemburgo en Ruta 2024 - Campeonato de Luxemburgo Contrarreloj - 2.ª en el Campeonato de Luxemburgo en Ruta |

## Resultados en Grandes Vueltas y Campeonatos del Mundo
Durante su carrera deportiva ha conseguido los siguientes puestos en las Grandes Vueltas femeninas y en los Campeonatos del Mundo en carretera y ciclocrós:
| Carrera              | Carrera              | 2008 | 2009 | 2010 | 2011 | 2012 | 2013 | 2014 | 2015 | 2016 | 2017 | 2018 | 2019 | 2020 | 2021 | 2022 | 2023 | 2024 |
| -------------------- | -------------------- | ---- | ---- | ---- | ---- | ---- | ---- | ---- | ---- | ---- | ---- | ---- | ---- | ---- | ---- | ---- | ---- | ---- |
|                      | Giro de Italia       | —    | —    | —    | —    | —    | —    | —    | —    | Ab.  | —    | 42.ª | —    | —    | —    | Ab.  | —    | —    |
|                      | Tour de l'Aude       | —    | —    | —    | X    | X    | X    | X    | X    | X    | X    | X    | X    | X    | X    | X    | X    | X    |
|                      | Tour de Francia      | —    | —    | X    | X    | X    | X    | X    | X    | X    | X    | X    | X    | X    | X    | 72.ª | 60.ª | 58.ª |
| Mundial en Ruta      | Mundial en Ruta      | Ab.  | —    | 58.ª | —    | —    | Ab.  | 31.ª | 15.ª | 15.ª | 6.ª  | —    | 11.ª | 62.ª | 33.ª | —    | Ab.  | 44.ª |
| Mundial Contrarreloj | Mundial Contrarreloj | —    | —    | —    | —    | —    | —    | 25.ª | 21.ª | —    | —    | —    | —    | —    | —    | —    | —    | —    |
| Mundial de Ciclocrós | Mundial de Ciclocrós | —    | —    | —    | 21.ª | 14.ª | —    | 14.ª | 9.ª  | 9.ª  | 7.ª  | 4.ª  | 13.ª | 15.ª | 10.ª | —    | —    | —    |

—: no participa

Ab.: abandono

X: ediciones no celebradas

## Equipos
- GSD Gestión (2008-2012)
  - ESGL 93-GSD Gestión (2008-2010)
  - Team GSD Gestión (2011-2012)
- Sengers Ladies Cycling Team (2013)
- Boels-Dolmans/SD Worx (2014-2024)[3]
  - Boels-Dolmans Cycling Team (2014-2020)
  - Team SD Worx (2021-2023)
  - Team SD Worx-Protime (2024)